# Alex J. Kay
Alex J. Kay (* 8. März  1979 in Kingston upon Hull, England) ist ein britischer Historiker mit dem Schwerpunkt Nationalsozialismus, der vor allem mit Veröffentlichungen zum Hungerplan sowie dem nationalsozialistischen Völkermord an den sowjetischen Juden hervorgetreten ist.

## Leben
Nach dem Studium der Geschichtswissenschaften an der University of Huddersfield und der University of Sheffield in seinem Heimatland England (B. A.- und M. A.-Abschlüsse) promovierte Kay 2005 bei Ludolf Herbst an der Humboldt-Universität zu Berlin in Neuerer und Neuester Geschichte mit der Arbeit Neuordnung and Hungerpolitik: The Development and Compatibility of Political and Economic Planning within the Nazi Hierarchy for the Occupation of the Soviet Union, July 1940–July 1941. 2006 wurde er für seinen auf dieser Dissertation basierenden Beitrag Germany’s Staatssekretäre, Mass Starvation and the Meeting of 2 May 1941 mit dem ersten George-L.-Mosse-Preis der renommierten Fachzeitschrift Journal of Contemporary History ausgezeichnet.
Kay leistete Mitarbeit bei der wissenschaftlichen Recherche und der Abfassung von Texten für die Wanderausstellung der Stiftung Denkmal für die ermordeten Juden Europas „Was damals Recht war...“ – Soldaten und Zivilisten vor Gerichten der Wehrmacht, die im Juni 2007 in Berlin eröffnet wurde. Er war Leiter der Wanderausstellung der Archivberatungsstelle Hessen am Hessischen Staatsarchiv Darmstadt Bestandserhaltung – Schutz des Kulturgutes in den hessischen Kommunalarchiven, die vom 15. Februar bis zum 29. März 2011 im Darmstädter Haus der Geschichte gezeigt wurde. Von 2006 bis 2014 war er zudem freier Mitarbeiter des Ludwig Boltzmann Instituts für Kriegsfolgen-Forschung und legte weitere Veröffentlichungen zum Deutsch-Sowjetischen Krieg vor. Kay hat Artikel in verschiedenen deutschen Zeitungen publiziert, darunter den überregionalen Tageszeitungen Frankfurter Allgemeine Zeitung und Süddeutsche Zeitung, der Berliner Tageszeitung Der Tagesspiegel sowie der von Jakob Augstein herausgegebenen überregionalen Wochenzeitung der Freitag.
Kay war von 2014 bis 2016 wissenschaftlicher Projektkoordinator der in Vorbereitung befindlichen englischsprachigen Edition der 16-Bände umfassenden Reihe Die Verfolgung und Ermordung der europäischen Juden durch das nationalsozialistische Deutschland 1933–1945 (VEJ) und ist seit 2016 Fellow der Royal Historical Society. Seit 2017 unterrichtet er am Historischen Institut der Universität Potsdam.

## Täterbiografie
Besondere Resonanz hat Kays 2016 auf Englisch und 2017 in deutscher Übersetzung erschienene Studie The Making of an SS Killer, eine Biografie über den SS-Offizier und Holocaust-Direkttäter Alfred Filbert, erfahren. In englisch- und deutschsprachigen Fachzeitschriften wurde sie überwiegend positiv besprochen, u. a. in German History, Central European History, dem American Historical Review, den sehepunkten und dem Historisch-Politischen Buch. In German History schrieb Waitman Wade Beorn: "Alex Kay has crafted an intensely compelling and detailed narrative of the life of one Nazi killer. [...] Most impressively, Kay manages to pack detailed analysis, broader implications, the life trajectory of Filbert and a good number of excellent images into only 126 pages. [...] Kay has written a book that is accessible to both scholars and students alike (and which would make a great companion book for a Holocaust course)." In Central European History bemerkte Christopher Dillon: "An impressively researched piece of scholarship, drawing on personal interviews and documentation from more than thirty archives. [...] [Kay] provides an extremely interesting and exhaustively researched perpetrator case study that will be essential reading for specialists." Im American Historical Review schrieb Peter Black: "Kay has provided a significant addition to the biographical literature of the Nazi annihilation apparatus; one can only hope that more individual biographies or a strong collective biography will follow." Für die sehepunkte schrieb Henning Pieper: "Kay hat eine beeindruckende Studie vorgelegt, die auf eingehenden Recherchen in Archiven und umfassender Nutzung der aktuellen Fachliteratur beruht. [...] Zur Erforschung des Holocaust anhand von Täterbiographien leistet das vorliegende Buch einen außerordentlich wertvollen Beitrag." Im Historisch-Politischen Buch resümierte Ludger Tewes: "Die Offenlegung dieses Profils hilft in der Interpretation von Hintergründen solcher schrecklichen Täterschaften. Es sollte mehr dieser Arbeiten geben."
Im deutschen Rundfunk wurde das Buch ebenfalls positiv rezipiert. In der Sendung Gutenbergs Welt bei der WDR 3 kommentierte Uli Hufen: "[...] umso willkommener ist die schockierende Biografie, die der britische Historiker Alex J. Kay jetzt über Alfred Filbert geschrieben hat." Als gemischt bis positiv lässt sich die Rezension durch Jürgen Matthäus bei H-Soz-Kult bezeichnen, deren Abschlussurteil lautet: "Alex Kay bereichert mit seinem Buch nicht nur die Holocaust-Forschung, sondern zeigt auch auf, was ein biografischer Ansatz zum Verständnis genozidaler „Direkttäter“ leisten kann und wo er an seine Grenzen stößt." Negative Stimmen gab es nur vereinzelt. In der Historischen Zeitschrift hat Edith Raim sich über Täterbiografien im Allgemeinen negativ geäußert, ohne speziell Kays Filbert-Biografie einer ausführlichen Kritik zu unterziehen: "So notwendig es ist, den Holocaust zu erforschen, so wenig ergiebig ist es, die Biografien einzelner Täter aus diesem arbeitsteiligen Massenmord herauszugreifen und die nötige Multiperspektivität derartig zu reduzieren."

## Veröffentlichungen

### Monografien
- Exploitation, Resettlement, Mass Murder: Political and Economic Planning for German Occupation Policy in the Soviet Union, 1940–1941 (= Studies on War and Genocide. Band 10). Berghahn Books, New York/Oxford 2006, ISBN 1-84545-186-4 [zugleich Dissertation, Humboldt-Universität Berlin 2005 unter dem Titel Neuordnung and Hungerpolitik]  (Taschenbuchausgabe 2011).
- (Herausgeber zusammen mit Jeff Rutherford und David Stahel) Nazi Policy on the Eastern Front, 1941: Total War, Genocide, and Radicalization. Mit einem Vorwort von Christian Streit. Reihe: Rochester Studies in East and Central Europe, Bd. 9, University of Rochester Press, Rochester 2012 (Taschenbuchausgabe 2014), ISBN 978-1-58046-407-9.
- The Making of an SS Killer. The Life of Colonel Alfred Filbert, 1905–1990. Cambridge University Press, Cambridge 2016, ISBN 978-1-10714-634-1.
  - Deutsche Übersetzung: The Making of an SS Killer. Das Leben des Obersturmbannführers Alfred Filbert 1905-1990. Ferdinand Schöningh, Paderborn 2017, ISBN 978-3-506-78693-7.
- (Herausgeber zusammen mit David Stahel) Mass Violence in Nazi-Occupied Europe. Indiana University Press, Bloomington 2018, ISBN 978-0-253-03680-3.
- Empire of Destruction: A History of Nazi Mass Killing. Yale University Press, New Haven 2021, ISBN 978-0-300-23405-3.
  - Deutsche Übersetzung: Das Reich der Vernichtung. Eine Gesamtgeschichte des nationalsozialistischen Massenmordens. wgb Theiss, Darmstadt 2023,  ISBN 978-3-8062-4504-2.

### Aufsätze (Auswahl)
- Germany’s Staatssekretäre, Mass Starvation and the Meeting of 2 May 1941. In: Journal of Contemporary History. Bd. 41, 2006, Heft 4, S. 685–700 (mit dem George-L.-Mosse-Preis 2006 ausgezeichnet).
- Revisiting the Meeting of the Staatssekretäre on 2 May 1941: A Response to Klaus Jochen Arnold and Gert C. Lübbers. In: Journal of Contemporary History. Bd. 43, 2008, Heft 1, S. 93–104.
- „Hierbei werden zweifellos zig Millionen Menschen verhungern.“ Die deutsche Wirtschaftsplanung für die besetzte Sowjetunion und ihre Umsetzung 1941–1944. In: Transit (Europäische Revue). Heft 38, 2009, S. 57–77.
- Verhungernlassen als Massenmordstrategie. Das Treffen der deutschen Staatssekretäre am 2. Mai 1941. In: Zeitschrift für Weltgeschichte. Bd. 11, 2010, Heft 1, S. 81–105.
- A „War in a Region beyond State Control“? The German-Soviet War, 1941–1944. In: War in History. Bd. 18, 2011, Heft 1, S. 109–122.
- „The Purpose of the Russian Campaign Is the Decimation of the Slavic Population by Thirty Million“: The Radicalization of German Food Policy in Early 1941. In: Alex J. Kay u. a. (Hrsg.), Nazi Policy on the Eastern Front, 1941: Total War, Genocide, and Radicalization. University of Rochester Press, Rochester, NY 2012, S. 101–129.
- Death Threat in the Reichstag, June 13, 1929: Nazi Parliamentary Practice and the Fate of Ernst Heilmann. In: German Studies Review. Bd. 35, 2012, Heft 1, S. 19–32.
- Transition to Genocide, July 1941: Einsatzkommando 9 and the Annihilation of Soviet Jewry. In: Holocaust and Genocide Studies. Bd. 27, 2013, Heft 3, S. 411–442.
- German Economic Plans for the Occupied Soviet Union and their Implementation, 1941–1944. In: Timothy Snyder und Ray Brandon (Hrsg.), Stalin and Europe: Imitation and Domination, 1928–1953. Oxford University Press, New York 2014, S. 163–189.
- Dr. Hanns Martin Schleyer: „Ich bin alter Nationalsozialist und SS-Führer“. In: Wolfgang Proske (Hrsg.): Täter Helfer Trittbrettfahrer, Band 6: NS-Belastete aus Südbaden. 2., durchgesehene Auflage. Kugelberg Verlag, Gerstetten 2017, ISBN 978-3-945-89306-7, S. 301–311.